# Tabernaemontana antheonycta
Tabernaemontana antheonycta är en oleanderväxtart som beskrevs av A.J.M. Leeuwenberg. Tabernaemontana antheonycta ingår i släktet Tabernaemontana och familjen oleanderväxter. Inga underarter finns listade i Catalogue of Life.